# Vasjuganské bažiny
Vasjuganské bažiny (rusky Васюганские болота) jsou jedněmi z největších močálů na světě. Nacházejí se na území Západní Sibiře mezi řekami Ob a Irtyš, v oblasti Vasjuganské roviny. Leží převážně v Tomské oblasti, malá část se rozkládá také na území Novosibirské a Omské oblasti a Chantymansijského autonomního okruhu - Jugra. Od roku 2007 jsou Vasjuganské bažiny kandidátem pro zařazení na Seznam světového dědictví UNESCO.

## Charakteristika

### Vodstvo
Bažiny zaujímají plochu o rozloze 53 000 km². Délka od západu na východ je 573 km, od severu k jihu 320 km. Vasjuganské bažiny vznikly asi před 10 000 lety a od té doby se neustále rozšiřují, 75% aktuální plochy bylo zaplaveno nejméně před 500 lety. Bažiny jsou hlavním zdrojem pitné vody v regionu (zásoby vody se odhadují na 400 km³). Nachází se zde asi 800 tisíc malých jezer a mnoho řek pramení právě v Vasjuganských bažinách, jde zejména o řeky Ava, Bakčar, Velký Jugan, Vasjugan, Děmjanka, Iksa, Kargat, Kjonga, Ňurolka, Malý Tartas, Tartas, Malý Jugan, Om, Parabel, Parbig, Tara, Tuj, Uj, Čaja, Čertala, Čižapka, Čuzik, Šegarka nebo Šiš.

### Nerostné zásoby
Bažiny obsahují obrovské zásoby rašeliny a působí proti skleníkovému efektu, tím že vážou uhlík. Prozkoumané zásoby rašeliny zahrnují více než 1 miliardu tun, průměrná hloubka úložiště je 2,4 m a maximální činí 10 m.

### Flóra a fauna
Vasjuganské bažiny jsou domovem pro četné druhy místní fauny, z nichž některé patří k ohroženým druhům. V bažinách se vyskytuje sob polární, orel skalní, orel mořský, orlovec říční, ťuhýk šedý nebo sokol stěhovavý. Ve velkém množství zde žije veverka, los evropský, sobol asijský, tetřev, bělokur, jeřábek, tetřívek, menším množství také norek evropský, vydra říční nebo rosomák sibiřský.
Flóra zahrnuje také vzácné a ohrožené druhy rostlin a rostlinných společenstev. Z volně rostoucích rostlin jsou velmi rozšířená klikva, vlochyně bahenní a ostružiník moruška.

### Lidská činnost
V současnosti je fauna a flóra ohrožena v souvislosti s průzkumy, které se týkají těžby ropy a zemního plynu. Kromě toho rakety vystřelované ze kosmodromu Bajkonur přinášejí na území zbytky nespáleného heptylu. Během léta jsou bažiny prakticky neprůjezdné i pro speciální techniku. Průzkumy na ropných polích jsou prováděny výhradně v zimním období.